# Viviane Biviga
Viviane Biviga là một chính trị gia người Gabon. Bà là Bộ trưởng Truyền thông và Công nghệ Quốc gia hiện tại thuộc Đảng Dân chủ Gabon (Parti démocratique gabonais) (PDG) cầm quyền.